# Léon Brouwier
Léon Hubert Joseph Brouwier (Aubel, 18 december 1847 - Luik, 1 maart 1922) was een Belgisch volksvertegenwoordiger.

## Levensloop
Brouwier werd veearts en directeur van het openbaar slachthuis van de stad Luik.
Van 1892 tot 1894 was hij verkozen tot provincieraadslid in de provincie Luik. In 1894 werd hij verkozen tot liberaal volksvertegenwoordiger voor het arrondissement Luik en oefende dit mandaat uit tot in 1898.